# ایوالله
ایوالله فیلمی به کارگردانی و نویسندگی منوچهر نوذری محصول سال ۱۳۵۰ است.

## داستان
صدای خوش «نعمت»، جوان اهوازی سبب می‌شود که «جمشید» صاحب کاباره ای در تهران به محبوبیت و ثروت برسد. اما وقتی نعمت سعی می‌کند از استعدادش به نفع خود استفاده کند جمشید که زیان دیده برای انتقام جویی، سعی می‌کند با دادن پول به پدر آمنه، او را به عقد خود درآورد. اما آمنه که عاشق نعمت است، با پرت کردن خود به رودخانه، خودکشی می‌کند و جمشید گرفتار پنجهٔ عدالت می‌شود.

## بازیگران
- نعمت‌الله آغاسی آزموده
- سیمین غفاری
- لی‌لی
- جهانگیر فروهر
- علی زندی
- نادیا
- جمشید هاشم پور